# TheLegacy
Bei TheLegacy (vom englisch legacy ‚Vermächtnis‘) handelt es sich um eine seit 2018 inaktive deutschsprachige Computerspiele-Datenbank, die sich als virtuelles Museum für Computer- und Videospiele versteht und bewusst auf Nostalgie setzt.
Auf diesem Verständnis aufbauend unterliegt die Datenbank keinem Aktualitätszwang und ist vielmehr eine Plattform für Sammler und Nostalgiker, denen die Möglichkeit gegeben wird, ihre Sammlungen zu verwalten und sich über verschiedenste Variationen von Spielen in Kenntnis zu setzen.
Verfügbar sind Informationen zu über 40.196 Spielen für 136 verschiedene Systeme, die durch eine theoretisch unbegrenzte Anzahl von Screenshots (50 pro System), Covern und Detailaufnahmen der Spielepackungsinhalte illustriert werden.
Die Datenbank wird durch die Besucher in einem offenen Support gespeist, die gemachten Angaben werden durch Moderatoren auf syntaktische Richtigkeit geprüft.

## Geschichte
TheLegacy existierte bereits Anfang der 1990er Jahre und wurde von Frank Böttger (mishRa) aufgebaut. Ab 1999 wurde diese Version schrittweise von ihm und seinem Bruder Andreas Böttger (DoM) in eine Online-Version überführt, was sich bis zum 27. Juli 2000 hinzog. Von 2000 bis 2003 wurden Informationen, sowie Screenshots und Coverscans von den Supportern per E-Mail an das TheLegacy-Team geschickt, das die Daten dann in unregelmäßigen Abständen in Form eines Masterupdates online stellte. Die Einführung eines Uploadsystems für alle Daten im Jahr 2003 erleichterte die Bereitstellung von Daten, Screenshots und Scans für die Supporter enorm. Mit der Einführung des neuen Systems stieß auch Christian Klein (Lightknight) Ende 2003 zu dem bisherigen Duo. Mittlerweile wird das Team von verschiedenen Moderatoren unterstützt.
Im Zeitraum von ungefähr 2010 bis 2015 hat sich die Anzahl der aktiven Moderatoren stetig verringert, was sich auch bei der Abarbeitung von eingereichten Supports negativ bemerkbar gemacht hat. Für gewöhnlich gibt es mittlerweile nur einen wirklich aktiven Moderator, der die überwiegende Zahl der eingereichten Supports in unregelmäßigen, kurzen Abarbeitungszyklen bewältigt.
Seit circa 2013 hat die Website mit wiederkehrenden technischen Problemen zu kämpfen, die z. B. im Zeitraum von Juli bis August 2015 für einen Totalausfall der Website gesorgt haben. Davor und danach kam es immer wieder zu stundenweisen oder tagelangen Totalausfällen. Mangels aktiver Betreiber der Website ist ein Ende der derzeitigen Probleme nicht absehbar. Zahlreiche Diskussionen im Forum zur Website haben diese Problematik bereits vor Jahren thematisiert.
Aufgrund der technisch nicht zu bewältigenden Anforderungen wurde die Seite am 24. Mai 2018, vor Inkrafttreten der Datenschutz-Grundverordnung, vom Netz genommen.
Über eine Fortführung der Seite und deren Migration auf ein aktuelles System wurde lange diskutiert. Bis heute ist die Zukunft der Seite jedoch ungewiss.

## Auszeichnungen
November 2000 – „History Award“ von „The Dot Eaters & The Number Crunchers“ (8-Bit-Museum)